# 木俣佳丈
木俣 佳丈（きまた よしたけ、1965年2月19日 - ）は、日本の事業家、政治家。元民主党所属の参議院議員（2期）。ミッションコネクト代表、一般社団法人暁の会代表理事、一般財団法人東京メトロポリタンオペラ財団理事、アチーブメント株式会社顧問。

## 概要
愛知県豊橋市生まれ。豊橋市立中部中学校、愛知県立時習館高等学校を経て、1989年に一橋大学商学部経営学科を卒業し、社団法人経済団体連合会事務局入局。1992年4月から東三河研究センター研究員に就任し、1994年にはジョージ・ワシントン大学公共政策大学院に留学。但し卒業はしていない模様。日本同盟基督教団豊橋ホサナ・キリスト教会の会員である。趣味は陶芸、水泳、空手。
1995年、新進党愛知県第15総支部が結成され、同総支部会長に就任。1996年の第41回衆議院議員総選挙に愛知15区から立候補するが次点で落選。
1997年12月、新進党が解党。木俣は新党友愛を経て民主党に入党。連合愛知は1998年7月の第18回参議院議員通常選挙・愛知県選挙区に向けて、元衆議院議員の佐藤泰介を擁立。しかし組織内で「かつての社会党代議士は応援できない」という声が上がったことに加え、新進党で同じ旧民社党系だった、愛知県選挙区選出の参議院議員・都築譲が自由党に参加したことから、連合愛知は二人目の候補者として木俣の擁立を決めた。
1998年の参院選で得票数トップで初当選。なお佐藤は得票数2位で当選した。
2004年に再選。当時配布したリーフレットには、「正義のモンスター」とのキャッチフレーズのほか、マニフェストとして「世界一犯罪のない国へ」と記されており、朝青龍とのツーショット写真（朝青龍より頭ひとつ身長が高い）も掲載されていた。
2000年民主党次の内閣ネクスト内閣府副大臣、2005年内閣委員会筆頭理事、参議院沖縄・北方特別委員長を経て、2008年民主党参議院幹事長代理、2009年参議院経済産業委員長。
2005年12月に暴行事件を起こす。責任をとり2006年2月に民主党を離党したが、同年9月に院内会派の民主党・新緑風会に復帰。2007年7月31日、第21回参議院議員通常選挙大勝後の民主党常任幹事会で復党が了承された。しかし、2008年3月19日の日本銀行総裁に田波耕治国際協力銀行総裁を充てるとする同意人事案に対し、反対とする党の意向に反し、造反して賛成票を投じた。その後、党執行部から党員資格停止1ヶ月の党内処分が下った。6月11日に民主党が提出した福田康夫首相に対する問責決議には「体調不良」を理由に欠席。渡辺秀央とともに民主党を離党するとの噂があったものの、改革クラブの結成には参加しなかった。
2010年3月30日、同年7月執行予定の第22回参議院議員通常選挙へ出馬しない意向を表明し、政界を引退。同年10月、株式会社サンヨーハウジング名古屋取締役兼執行役員成長戦略室長（2012年11月退任）やアチーブメント株式会社顧問（現任）に就任。民主党は木俣の後任候補に公益財団法人東京財団研究員の安井美沙子を擁立した。

## 不祥事
2005年12月29日、愛知県豊橋市のクラブゴンドリエで、女性ホステスの脚を蹴って転倒させ、全治2週間の怪我を負わせた。店員は、翌2006年1月に被害届を提出したが、後に示談が成立して取り下げた。しかし、愛知県警は2月2日に木俣を傷害の容疑で書類送検した。木俣は、翌3日に記者会見を開いて謝罪したが、進退についてははぐらかした。その後、党の調査で新たに秘書、スタッフに対する暴行疑惑も判明した。それに加え、公設秘書に対する寄付要求疑惑も浮上したため、2月21日早朝、「党に多大な迷惑を掛けた」という理由で、鳩山由紀夫党幹事長に離党届を提出。民主党は、同日午前の常任幹事会で離党届の受理を決定した。

## 著書
- 『こうして伸ばす子どもの脳力・子どもの学力』（青木仁志 他との共著） - アチーブメント出版（2008年1月） ISBN 9784902222500